# Zwarte ezelhaas
De zwarte ezelhaas (Lepus insularis)  is een zoogdier uit de familie van de hazen en konijnen (Leporidae). De wetenschappelijke naam van de soort werd voor het eerst geldig gepubliceerd door W. Bryant in 1891.

## Voorkomen
De soort komt voor in Mexico.